# Vale Verde (Marte)
O Vale Verde é uma região em Marte situada em Vastitas Borealis que foi escolhida como local de pouso do aterrissador Phoenix, da NASA. Sua localização é 68.35º latitude norte, e 233º longitude leste. O vale possui aproximadamente 50 km de largura, mas apenas 250 m de profundidade; o que pode ser devido à deposição de sedimentos, ou talvez o vale nunca tenha sido mais profundo que isto. As bordas não são visíveis do meio do vale.
O nome "Vale Verde" não é oficialmente reconhecido pela União Astronômica Internacional. Seu nome é decorrente do processo de escolha do local de pouso da Phoenix: áreas de aterrissagem eram realçadas em diferentes cores baseando-se no grau de risco que elas ofreciam, em que vermelho representava os locais mais arriscados, passando pelo amarelo, e verde sendo os mais seguros. O vale Verde possui relativamente poucos dos grandes boulders que poderiam fazer com que o aterrissador encalhasse, caso este pousasse sobre um durante a aterrissagem.
O solo no interior do Vale Verde é coberto por formações poligonais medindo vários metros de diâmetro e algumas dezenas de centímetros de altura, especula-se que eles se formem por ciclos repetidos de congelamento e expansão (polígonos de cunha glacial) ou pelos efeitos da poeira soprada pelo vento (polígonos de cunha arenosa). Acredita-se que haja gelo de água logo abaixo da superfície. Durante o inverno local até três pés de gelo de dióxido de carbono se deposita na superfície.

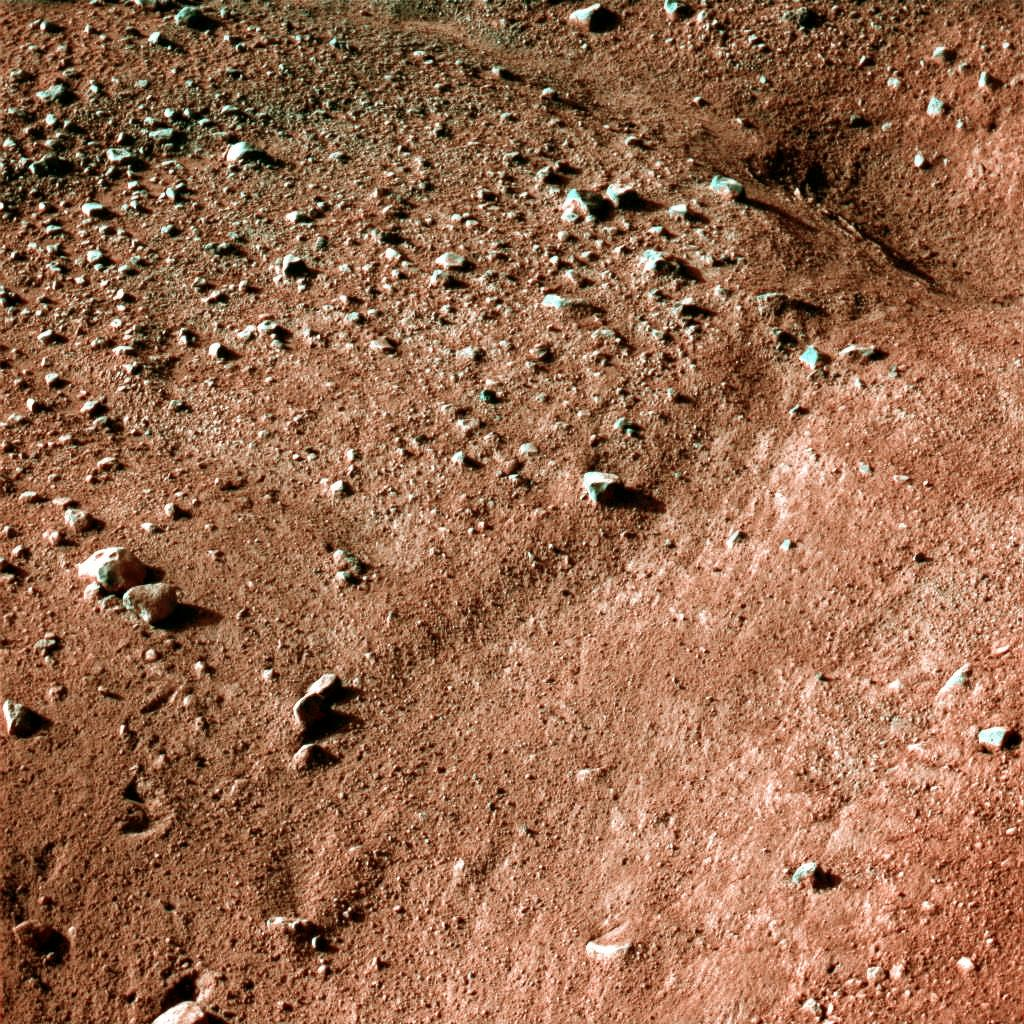
Padrões poligonais no local de aterrissagem da Phoenix.

Pouco antes da aterrissagem programada da Phoenix, a Mars Reconnaissance Orbiter fotografou um par de redemoinhos quilométricos na região do Vale Verde.